# تمنودونتوسور
تمنودونتوسور نوعی از ایکتیوسورها می‌باشد که در دوره ژوراسیک پسین و حدود ۱۹۸ تا ۱۸۵ میلیون سال پیش در اروپا (انگلیس و آلمان) زیست می‌کرده‌است. این نوع بزرگ بیشتر از ۱۲ متر طول داشته‌است. چشمهای این ماهی بزرگ تقریباً ۲۰ سانتیمتر قطر داشته‌است که بزرگتر از هر مهره‌داری دانسته شده‌است. آنها شناگران ماهر و پراستقامتی بودند که می‌توانستند تا عمق‌های زیاد دریاهای دوران ژوراسیک به‌دنبال شکار پایین بروند.

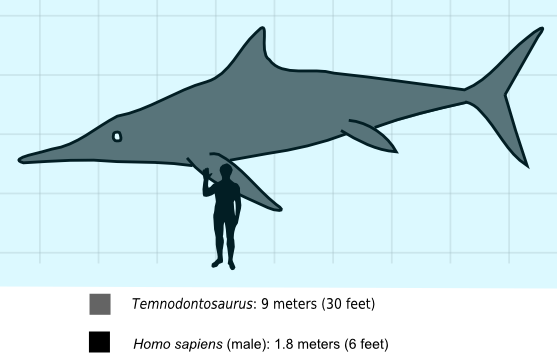
تمنودونتوسور در مقایسه با انسان

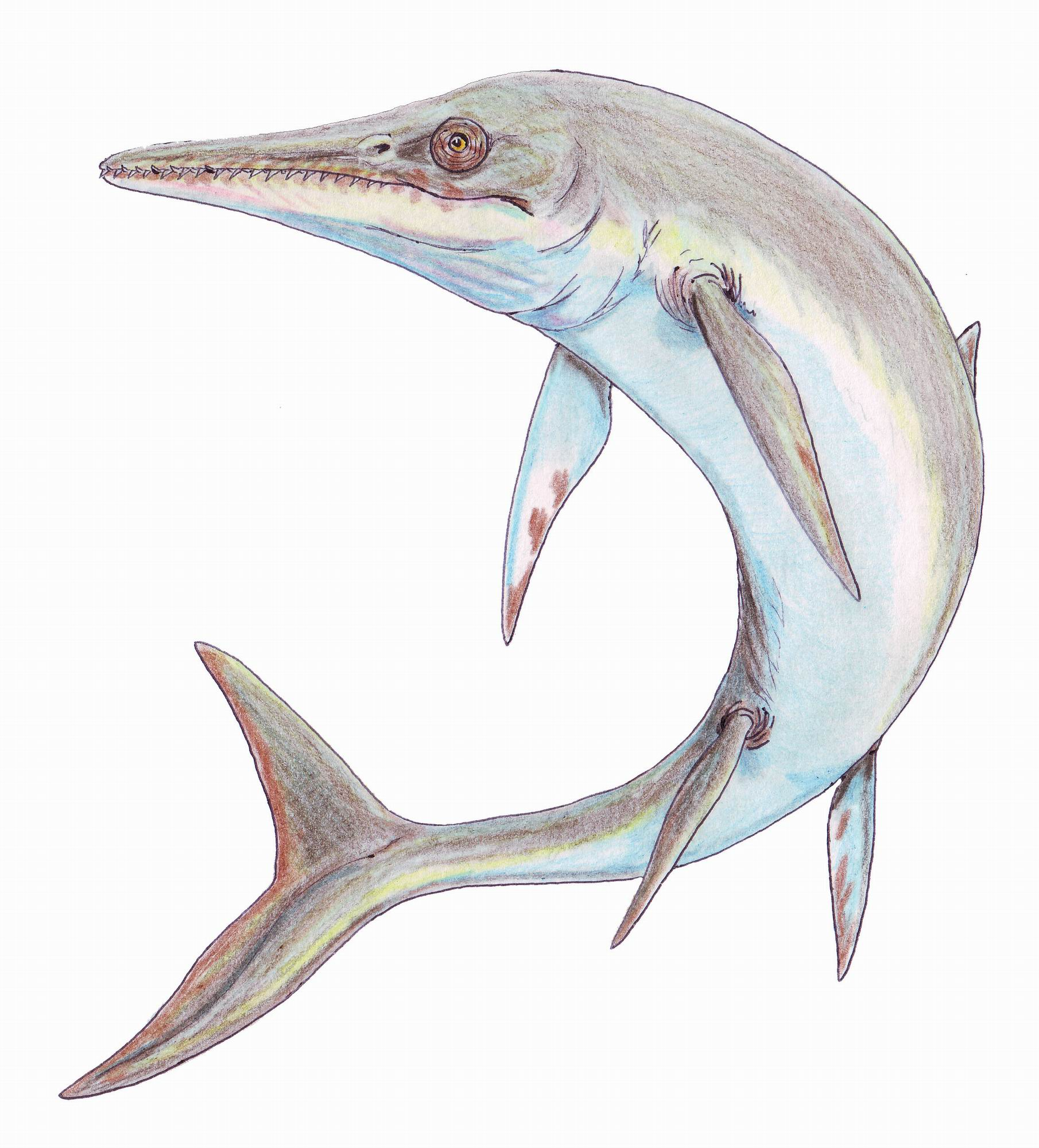
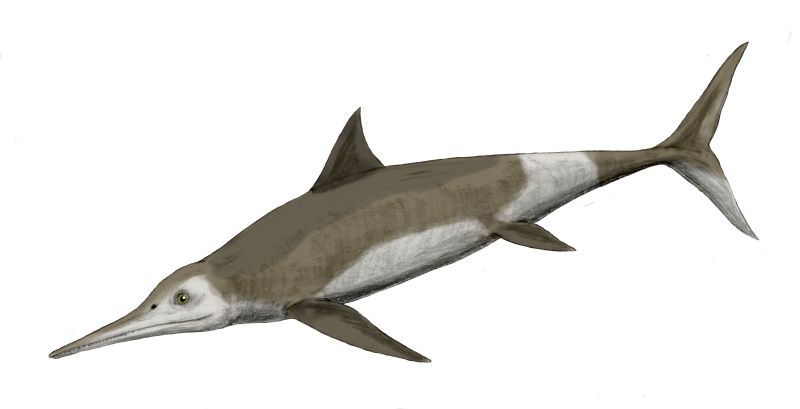
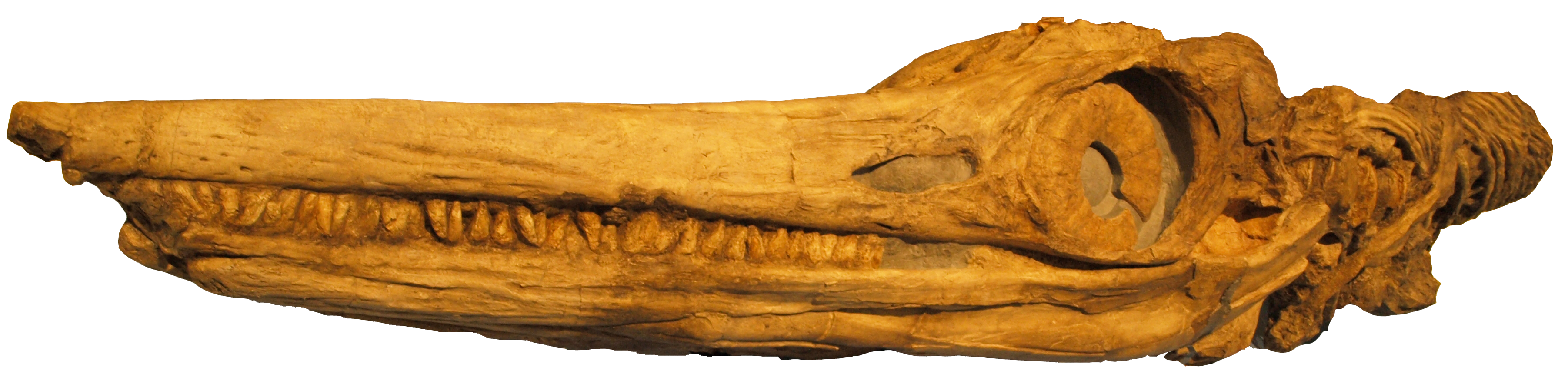
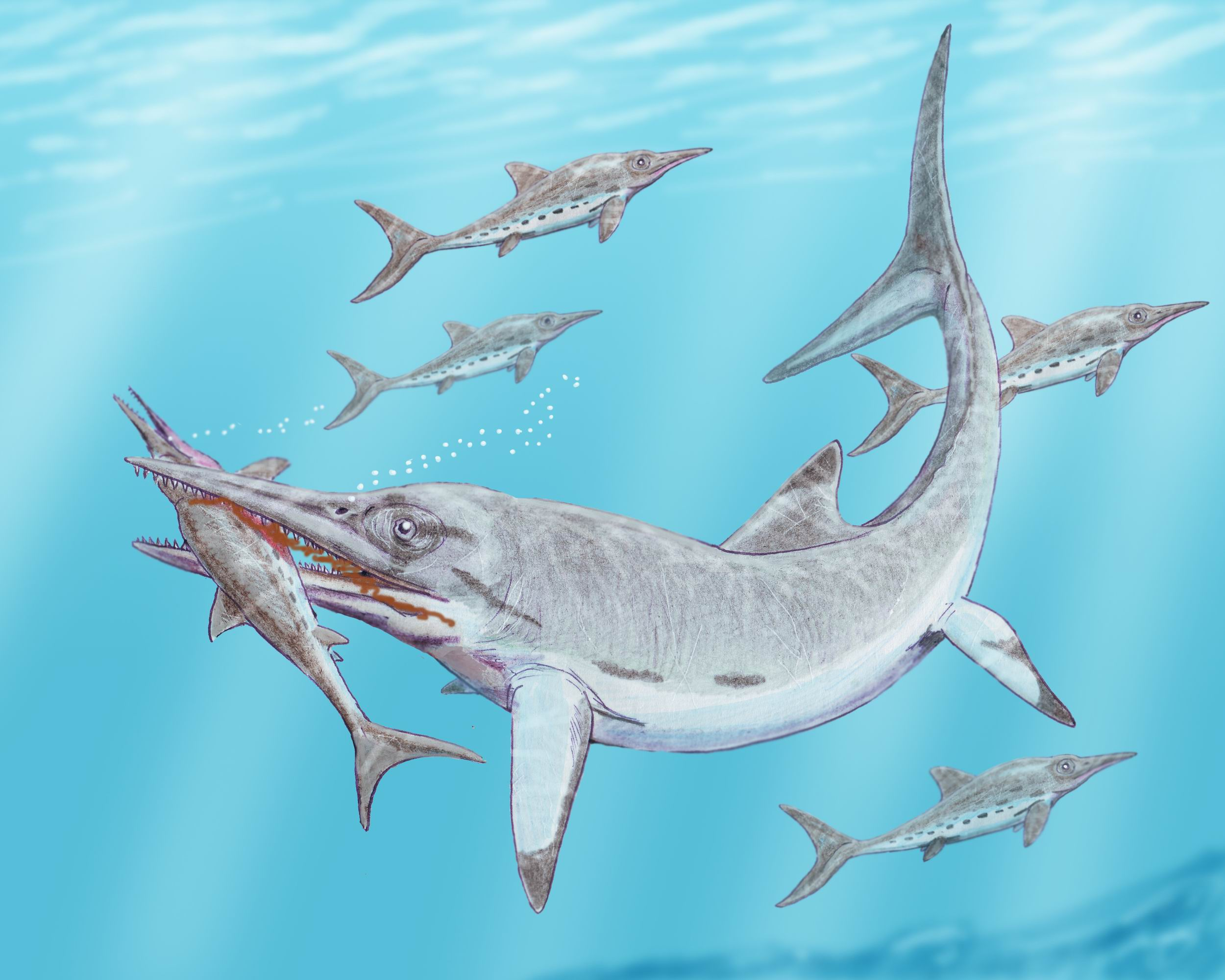
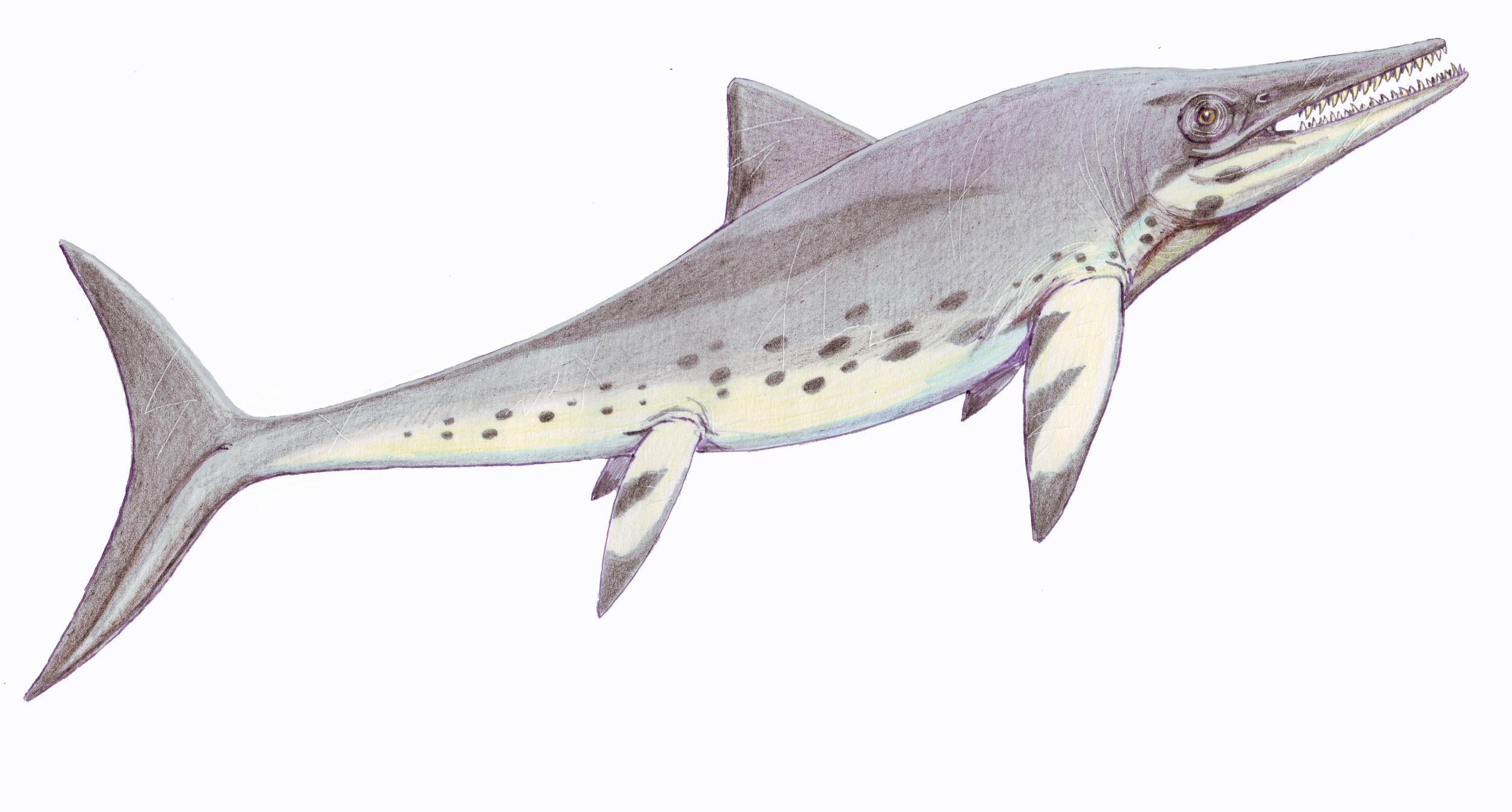